# Lothar von Faber

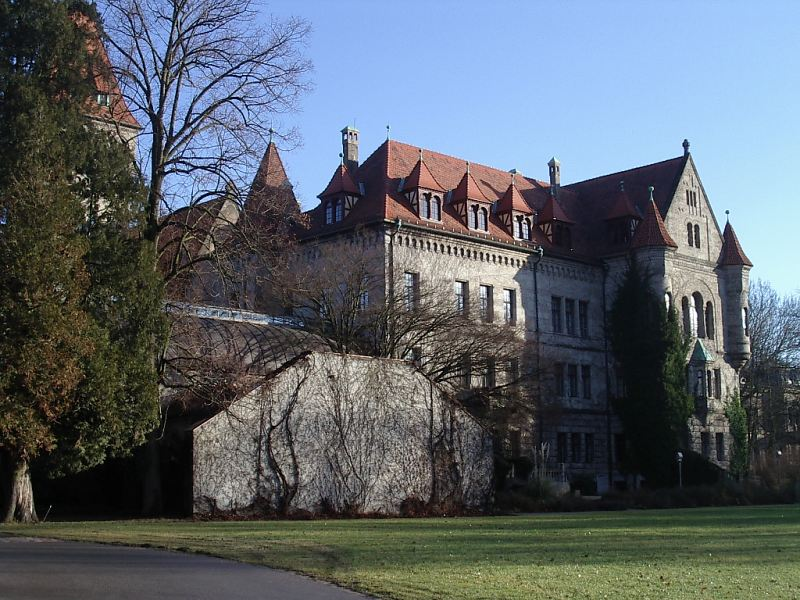
Lothar von Fabers slott.

Johann Lothar von Faber, född 1817, död 1896, var en tysk friherre och fabrikant.
Faber övertog 1839 ledningen av den då föga betydliga blyertspennsfabrik (firma: A.W. Faber), som hans farfars far 1761 anlagt i Stein vid Nürnberg och som Faber utvecklade till en världsfirma i skrivmaterial.
Faber utnämndes 1864 för sina förtjänster om industrin till titulärt bayerskt riksråd och upphöjdes 1881 i ärftligt friherrligt stånd.

## Utmärkelser
- Bayerska Sankt Mikaels förtjänstorden,  1857[2]
- Hedersmedborgare i Nürnberg,  1861[2]
- Adlande,  1862[2]
- Bayerska kronorden,  1862[2]
- Württembergska kronorden,  1865[2]
- Hederslegionen,  1867[2]

[Redigera Wikidata]